# Траллес, Иоганн-Георг
Иоганн-Георг Траллес (нем. Johann Georg Tralles, 15 октября 1763, Гамбург — 19 ноября 1822, Лондон) — немецкий физик, изобретатель, известный изобретением спиртомера.
Был профессором в Берне с 1785 г. и Берлине с 1810 г. Его главный труд: «Untersuchungen über die specifischen Gewichte der Mischungen ans Alkohol und Wasser» («Исследования по удельным весам смесей спирта и воды») - издан в Лейпциге в 1812 г.
Градусы Траллеса, использовавшиеся наряду с градусами Гесса в Российской империи для оценки крепости спиртных напитков, соответствуют современному градусу: проценту алкоголя в напитке по объёму. Например, 40 градусов Траллеса должно было соответствовать 40 % содержания спирта по объёму. Однако, как показал Д. И. Менделеев, то, что Траллес принимал за чистый спирт, было на самом деле его водным раствором, где безводного спирта было только 88,55 %, так что 40-градусный напиток по Траллесу соответствует 35,42 % «по Менделееву».
Умер в Лондоне.
В честь Траллеса назван кратер на Луне.